# Comuna Toboliu, Bihor
Toboliu (în maghiară: Vizesgyán) este o comună în județul Bihor, Crișana, România, formată din satele Cheresig și Toboliu (reședința).

## Demografie
Componența etnică a comunei Toboliu
     Români (85,71%)
     Romi (5,71%)
     Maghiari (1,37%)
     Alte etnii (0,34%)
     Necunoscută (6,88%)
Componența confesională a comunei Toboliu
     Ortodocși (87,37%)
     Penticostali (1,85%)
     Reformați (1,76%)
     Alte religii (1,95%)
     Necunoscută (7,07%)
Conform recensământului efectuat în 2021, populația comunei Toboliu se ridică la 2.050 de locuitori, în scădere față de recensământul anterior din 2011, când fuseseră înregistrați 2.088 de locuitori. Majoritatea locuitorilor sunt români (85,71%), cu minorități de romi (5,71%) și maghiari (1,37%), iar pentru 6,88% nu se cunoaște apartenența etnică. Din punct de vedere confesional, majoritatea locuitorilor sunt ortodocși (87,37%), cu minorități de penticostali (1,85%) și reformați (1,76%), iar pentru 7,07% nu se cunoaște apartenența confesională.

## Politică și administrație
Comuna Toboliu este administrată de un primar și un consiliu local compus din 11 consilieri. Primarul, Adrian-Petru Crăciun[*], de la Partidul Social Democrat, este în funcție din octombrie 2020. Începând cu alegerile locale din 2024, consiliul local are următoarea componență pe partide politice:
|  | Partid                    | Consilieri | Componența Consiliului | Componența Consiliului | Componența Consiliului | Componența Consiliului | Componența Consiliului | Componența Consiliului |
|  | ------------------------- | ---------- | ---------------------- | ---------------------- | ---------------------- | ---------------------- | ---------------------- | ---------------------- |
|  | Partidul Social Democrat  | 6          |                        |                        |                        |                        |                        |                        |
|  | Partidul Național Liberal | 5          |                        |                        |                        |                        |                        |                        |